# Comacupes basalis
Comacupes basalis is een keversoort uit de familie Passalidae. De wetenschappelijke naam van de soort is voor het eerst geldig gepubliceerd in 1852 door Smith.